# Вершинин, Лев Рэмович
Лев Рэ́мович Верши́нин (род. 14 августа 1957, Одесса) — советский историк-антиковед, писатель-фантаст, поэт, политконсультант, публицист и общественный деятель. Кандидат исторических наук.
Проживал до 2000 года на Украине, с 2000 года — в Израиле.

## Биография
Стихотворные произведения Лев Вершинин начал писать ещё в 1960-е годы. В 1974 году окончил среднюю школу. В 1977 году поступил на исторический факультет Казанского государственного университета, но в 1979 году Вершинина отчислили со второго курса за «левацкие» высказывания и «неполиткорректные» стихи о Л. И. Брежневе. Перед этим рукопись повести Вершинина о царе Пирре готовилась к публикации в издательстве «Детская литература», но, когда автор был отчислен из университета, повесть не была издана. Вернувшись в Одессу, Вершинин стал работать на заводе, потом в школе.
С 1981 года учился и в 1984 году с красным дипломом завершил обучение на вечернем отделении Одесского государственного университета. Окончил заочную аспирантуру Московского педагогического государственного университета под руководством профессоров А. И. Немировского и Л. С. Ильинской, где в 1989 году защитил диссертацию на соискание учёной степени кандидата исторических наук по теме «Этническое и политическое состояние Эпира в IV—III вв. до н. э.» (специальность 07.00.03 — всеобщая история). В 1982—1989 годы Вершинин работал учителем истории в средней школе. Автор ряда статей по истории Эпира. Публиковал статьи в европейских журналах. По совокупности публикаций по истории Европейский центр социальных, политических и исторических исследований присвоил Вершинину звание «доктора истории» honoris causa.
Первый фантастический рассказ — «Баллада о доблестном рыцаре Гуго» — Вершинин написал в 1986 году. В 1987 году был напечатан его рассказ «Когда все ушли» — первая публикация Вершинина в жанре фантастики. В 1989 году побывал на творческом семинаре молодых фантастов в Дубултах (Прибалтика), в результате несколько произведений Вершинина было опубликовано в молодогвардейских сборниках ВТО МПФ. В 1992 году в Одессе была напечатана первая фантастическая книга Вершинина — сборник «Ущелье трёх камней». В 1994 году также в Одессе вышел поэтический сборник «Страна, которую украли». Впоследствии было издано несколько стихотворных сборников и цикл исторических романов Вершинина.
Занявшись политикой, Вершиин стал депутатом горсовета, заместителем мэра Одессы. В 1994 году занял первое место на выборах в Верховную раду Украины по 302 (Центральному) избирательному округу города Одессы, однако депутатом не стал в связи с особенностями тогдашнего законодательства — явка избирателей во втором туре была ниже 50 % имеющих право голоса. В результате в 1994—1998 годах 302 округ Одессы не имел представительства в Верховной раде, а сам Вершинин был в это время депутатом Одесского горсовета. В 1998 году баллотировался на пост городского головы Одессы, но снял свою кандидатуру за три дня до выборов.
В 1996 году московское издательство «Аргус» опубликовало иллюстрированный двухтомник Вершинина «Хроники неправильного завтра» и «Двое у подножия Вечности», включивший в себя в том числе переиздания. В двухтомник вошли почти все написанные к тому времени фантастические тексты Вершинина. В том же году вошедший в этот двухтомник роман «Хроники неправильного завтра» был напечатан издательством «Эксмо» под названием «Великий Сатанг» (при этом автор увеличил объём романа и дополнил его третьей частью). В 1998—2000 году также в «Эксмо» вышли романы «Лихолетье Ойкумены», «Время царей», «Сельва не любит чужих», «Сельва умеет ждать».
С декабря 2000 года Вершиин жил в Израиле и являлся ведущим политическим обозревателем газеты «Вести» и телеканала «Израиль+». Здесь он перестал заниматься литературной деятельностью, писал публицистические статьи, активно занимался политической работой. Во время «Оранжевой революции» Вершинин как заместитель директора израильского Института стран Восточной Европы и СНГ участвовал в качестве международного наблюдателя за президентскими выборами на Украине. Его деятельность во время президентских выборов, в частности осуждение третьего тура выборов как противоречащего Конституции, вызвала полярные отклики в СМИ Израиля и за рубежом.
Был экспертом и консультантом ряда исследовательских организаций, таких как Международный экспертный центр избирательных систем (International expert Center for Electoral Systems, ICES) и Международный центр аналитического мониторинга политических и избирательных процессов.
С июня 2007 года проживает в Испании, окрестности города Аликанте.
Основной род занятий: аналитика, консалтинг, мониторинг электоральных процессов в странах СНГ, Центральной Азии и Африки.
С 2013 года работает преимущественно в жанрах исторической публицистики и научно-популярной литературы, автор серии монографий, посвящённых прошлому различных стран (России, Украины, Болгарии, Грузии, США, государств Африки и Латинской Америки).

## Политические взгляды и позиция
В 2014 году поддержал протесты на Юго-Востоке Украины. В 2022 году поддержал полномасштабное вторжение России на Украину. Резко критикует политику Украины после 2014 года, характеризуя её как «фашистскую с отчетливыми элементами нацизма». 
С 2018 года входит в Перечень лиц, создающих угрозу нацбезопасности Украины. Также некоторые книги Вершинина запрещены к распространению в Украине как подрывающие суверенитет Украины. По состоянию на 2020 год в список запрещённых входило 7 книг Вершинина.
Утверждал в интервью британской Би-Би-Си, что понятие «Анти-Россия» (тезис о том, что Запад использует Украину как орудие против России) было введено им «в такой блоговый язык».
В июне 2025 года в интервью «Московскому комсомольцу» заявил: «Надо понять, что то, что сделали с Ираном, могут сделать и с Россией. Главный урок, который стоило бы уяснить: все эти бесконечные „Мински“, которым нет альтернативы, ведут только к ухудшению положения. Они расслабляют и помогают врагу подготовиться. Украина всего лишь инструмент Запада. Запад копит силы и ждет, когда РФ поизотрется об Украину. <…> „Иранский сценарий“ вполне может быть разыгран и в случае РФ».

## Особенности творчества
Всё литературное творчество Вершинина — включая фантастику, историческую прозу, поэзию — насквозь политизировано. В начале творчества эта политизированность, впрочем, чаще всего не выходила за рамки традиционной романтики с революционным оттенком (возможно, с этим связан латиноамериканский колорит первых фантастических рассказов Вершинина: в то время Латинскую Америку как в СССР, так и во многих других странах воспринимали в качестве символа революции, стремления к свободе). Однако уже рассказ «Последняя партия», впервые напечатанный в 1989 году, выглядит очень «перестроечно» и даже для тех времён несколько шокирующе: действие происходит в некоей псевдосоциалистической стране, сочетающей в себе латиноамериканский и восточноазиатский колорит.
Об опасности высоких идеалов, абстрактных идей написан роман Вершинина «Хроники неправильного завтра», впоследствии переработанный и получивший новое название — «Великий Сатанг». Однако следующий роман, «Возвращение короля», критикует, напротив, уже те взгляды, что усиленно пропагандировались и фантастикой, и публицистикой конца 1980-х годов: умеренность, аккуратность и осторожность в решении болезненных социальных проблем. Автор показывает негативную сторону принципа невмешательства, отрицательного отношения к навязыванию «отсталым цивилизациям» (даже если в них господствует несправедливость, часты насилие и смерть) представлений о прогрессе и справедливости, характерных для более развитых цивилизаций. Отказ от вмешательства, если возможности велики, неизбежно оборачивается трусостью и предательством. «Возвращение короля» — рубежное произведение русскоязычной фантастики, уже усомнившейся в идеалах «прогрессорства», но вновь и вновь приходящей к выводу о неизбежности их существования.
В целом же для творчества Вершинина характерны такие проблемы, как власть и психология человека, обладающего властью совершать поступки, которые влияют на судьбы других людей; ответственность личности и за свои действия, и за бездействие; справедливость — и абстрактная историческая, и конкретная, затрагивающая обычных людей; попытка выявить меру добра и зла в конкретных событиях или действиях тех или иных людей, вопреки избирательному «одноразовому гуманизму» (даже если очередной изгиб «генеральной линии» общественного мнения приводит к однозначной и прямолинейной трактовке этих действий и этих событий); стремление понять смысл движения Истории. Будучи профессиональным историком, Вершинин предельно честен, указывая как на светлые, так и на тёмные стороны любых человеческих поступков.
Ключевой особенностью творчества Вершинина является отстаивание одного, главного убеждения: оправдать можно всё, кроме бездействия и невмешательства, поскольку всякий человек так или иначе влияет на ход исторических событий уже самим фактом своего существования. Каждый, кто хочет считаться человеком, неизбежно должен делать выбор — даже если ему приходится выбирать между бо́льшим и меньшим злом.

### Художественная проза
1. Ущелье трёх камней. Повести и рассказы / Лев Вершинин. — Одесса: Киноцентр, 1992. — 304 с. — 50000 экз. — ISBN 5-7240-0044-X.
2. Великий Сатанг : [Роман] / Лев Вершинин. — М.: ЭКСМО, 1996. — 407 с. — 20000 экз. — ISBN 5-85585-817-0.
3. Лихолетье Ойкумены : [Роман] / Лев Вершинин. — М.: ЭКСМО-Пресс, 1998. — 424 с. — 8000 экз. — ISBN 5-04-000674-8.
4. Время царей : [Роман] / Лев Вершинин. — М.: ЭКСМО-Пресс, 1998. — 424 с. — 8000 экз. — ISBN 5-04-000672-1.
5. Сельва не любит чужих : [Фантаст. роман][28] / Лев Вершинин. — М.: ЭКСМО-Пресс, 1999. — 539 с. — 13000 экз. — ISBN 5-04-002329-4.
6. У подножия вечности : [Фантаст. роман] / Лев Вершинин. — М.: АСТ, 2000. — 377 с. — 7000 экз. — ISBN 5-17-002103-8 (В пер.).
7. Сельва умеет ждать : [Фантаст. роман] / Лев Вершинин. — М.: ЭКСМО-пресс, 2000. — 441 с. — 13000 экз. — ISBN 5-04-006060-2 (В пер.).
8. Великий Сатанг : [Роман] / Лев Вершинин. — М.: АСТ, 2001. — 413 с. — 10000 экз. — ISBN 5-17-007068-3.
9. Доспехи бога : [Фантаст. роман] / Лев Вершинин; При участии М. Вершининой. — М.: ЭКСМО, 2003. — 346 с. — 11000 экз. — ISBN 5-699-01654-6.
10. Фантастические произведения / Лев Вершинин; [Худож. Д. Д. Гордеев и др.]. — М.: Аргус, 1996-. — ISBN 5-85549-041-6. Т. 1: Хроники неправильного завтра. — 1996. — 364 с. — 10000 экз. — ISBN 5-85549-058-0; Т. 2: — 1996. — 348 с. — 10000 экз. — ISBN 5-85549-059-9.
11. Наследники Бога — [Роман] / Лев Вершинин. — М.: Азбука, 2006. — 416 с. — 10000 экз. — ISBN 5-352-01590-4
12. Священная война : [сборник] / Андрей Лазарчук, Андрей Мартьянов, Лев Прозоров, Владимир Свержин; [ред.-сост. В. Гончаров]. — Москва: Яуза, Эксмо, 2008. — 318 с. — (Военно-историческая фантастика). Содерж.: Заяц белый, куда бегал / Ирина Андронати, Андрей Лазарчук. Вологда-1612 / Александр Тюрин. Первый год Республики / Лев Вершинин. Образ гордой дамы / Владимир Свержин. Запад-Восток / Павел Николаев. Мыши! / Андрей Мартьянов. Священная война; Первый император; Юбилей; Я хочу стать космонавтом / Лев Прозоров. Наши мёртвые; Вопрос Президенту / Вадим Шарапов. — 7100 экз. — ISBN 978-5-699-27474-1.
13. Обречённые сражаться : [Роман] / Лев Вершинин. — М.: Эксмо, 2016. — 385 с. — 5000 экз. — ISBN 978-5-699-89640-0
14. Стрелы Судьбы : [Роман] / Лев Вершинин. — М.: Эксмо, 2016. — 416 с. — 5000 экз. — ISBN 978-5-699-90336-8
15. Vildaka homse kroonikad. / Lev Veršinin. Tõlkija(d) Tatjana Peetersoo, Veiko Belials. — Tallinn.: Orpheuse Raamatukogu, 2019. — 416 с. — 2000 экз. — ISBN 9789949661459

### Исследования. Публицистика
1. Последняя мировая? : Война и идеология / Лев Вершинин; При участии Нины Фогель. — Харьков: Факт, 2006. — 301 с. — 3000 экз. — ISBN 966-637-470-6, ISBN 9789666374700.
2. Россия, которую мы догоняем. : [Политика. Идеология] / Лев Вершинин. — М.: Алгоритм, 2013. — 240 с. — 2000 экз. — ISBN 978-5-443-80353-1
3. Гопакиада. : [История. Политика. Идеология] / Лев Вершинин. — М.: АСТ, 2013. — 415 с. — 3000 экз. — ISBN 978-5-17-077371-8
4. Две Украины — две России. : [История. Политика. Идеология] / Лев Вершинин, Леонид Кучма. — М.: Алгоритм, 2014. — 352 с. — 2000 экз. — ISBN 978-5-4438-0714-0
5. Украина — вечная Руина: гопак на крови. : [История. Политика. Идеология] / Лев Вершинин. — М.: Яуза, 2014. — 320 с. — 2500 экз. — ISBN 978-5-9955-0726-0
6. Евромайдан. Кто уничтожил Украину? : [Политика. Идеология] / Лев Вершинин. — М.: Алгоритм, 2014. — 224 с. — 2000 экз. — ISBN 978-5-4438-0887-1
7. Русские идут. : [История. Политика. Идеология] / Лев Вершинин. — М.: Яуза, 2014. — 480 с. — 3000 экз. — ISBN 978-5-699-75050-4
8. Идём на Восток. : [История. Политика. Идеология] / Лев Вершинин. — М.: Алгоритм, 2014. — 480 с. — 2500 экз. — ISBN 978-5-4438-0840-6
9. Вершинин, Л. Р. «Бежали храбрые грузины». Неприукрашенная история Грузии / Отв. ред. Л. Незвинская. — М.: Эксмо, 2015. — 386 с. — 2000 экз. — ISBN 978-5-699-78012-9.
10. Россия против Запада. 1000-летняя война. : [История. Политика. Идеология] / Лев Вершинин. — М.: Эксмо, 2015. — 256 с. — 2500 экз. — ISBN 978-5-699-79095-1
11. Позорная история Америки. «Грязное бельё» США.: [История. Политика. Идеология] / Лев Вершинин. — М.: Яуза, 2015. — 320 с. — 2500 экз. — ISBN 978-5-9955-0778-9
12. Преступная история США: Статуя кровавой свободы. : [История. Политика. Идеология] / Лев Вершинин. — М.: Яуза, 2015. — 320 с. — 2500 экз. — ISBN 978-5-9955-0829-8
13. Грозная Русь против смердяковщины.: [История. Политика. Идеология] / Лев Вершинин. — М.: Яуза, 2015. — 320 с. — 2500 экз. — ISBN 978-5-699-84888-1
14. Чёрные судьбы: Полумесяц и Троица. Земля войны.: [История. Политика. Идеология] / Лев Вершинин. — М.: Селадо, 2017. — 408 с. — 2500 экз. — ISBN 9785906695154
15. Повесть о братстве и небратстве: 100 лет вместе. : [История. Политика. Идеология] / Лев Вершинин. — М.: Селадо, 2018. — 448 с. — 2000 экз. — ISBN 9785906695222. Т. 1. ISBN 9785906695239
16. Повесть о братстве и небратстве: 100 лет вместе. : [История. Политика. Идеология] / Лев Вершинин. — М.: Селадо, 2018. — 528 с. — 2000 экз. — ISBN 9785906695222. Т. 2. ISBN 9785906695253
17. Чёрные судьбы: Темнейшая Африка. : [История. Политика. Идеология] / Лев Вершинин. — М.: Беловодье, 2022. — 320 с. — ISBN 978-5-93454-283-3
18. Чёрные судьбы: Южный Крест. : [История. Политика. Идеология] / Лев Вершинин. : — М.: Беловодье, 2022. — 320 с. — ISBN 978-5-93454-283-4
19. Танго в багровых тонах.: [История. Политика. Идеология] / Лев Вершинин. — М.: Беловодье, 2022. — 564 с. — 1000 экз. Т. 1.
20. Танго в багровых тонах.: [История. Политика. Идеология] / Лев Вершинин. — М.: Беловодье, 2022. — 564 с. — 1000 экз. Т. 2.
21. Хозяева Медных гор. : [История. Политика. Идеология] / Лев Вершинин. — М.: Беловодье, 2023. — 488 с. — 1000 экз.
22. На далекой Амазонке. : [История. Политика. Идеология] / Лев Вершинин. — М.: Беловодье, 2023. — 366 с. — 1000 экз.
23. Скованные одной цепью.  [История. Политика. Идеология] / Лев Вершинин. — М.: Беловодье, 2023. — 352 с. — 1000 экз. Т. 1.
24. Скованные одной цепью.  [История. Политика. Идеология] / Лев Вершинин. — М.: Беловодье, 2023. — 336 с. — 1000 экз. Т. 2.[уточнить]
25. Черные судьбы. Полумесяц и Троица. [История. Политика. Идеология] / Лев Вершинин. — М.: Беловодье, 2024. — 276 с. — 1000 экз.
26. Черные судьбы. Земля войны. [История. Политика. Идеология] / Лев Вершинин. — М.: Беловодье, 2024. — 278 с. — 1000 экз.
27. Призрак преткновения. Много букв о сионизме. [История. Политика. Идеология] / Лев Вершинин. — М.: Беловодье, 2024. — 256 с. — 1000 экз.

### Поэзия
- 1989 — Экологическая фантазия // Техника — молодёжи, № 5, 1989. — С. 49.
- 1991 — Баллада о боевом слоне. СПб.
- 1994 — Страна, которую украли. Одесса, Одессей.
- 2001 — Неактуальные баллады. СПб, Лань.

## Признание заслуг и достижений
- В честь Л. Р. Вершинина назван крупный жук-усач псалидогнатус Вершинина (Psalidognathus vershinini), обитающий в Эквадоре.

## Премии и награды
- 1994 — EuroCon (ESFS Awards) в категории «Лучший дебют».
- 1997 — «Странник» в категории «Средняя форма» за «Первый год Республики».
- 1997 — Мечи в категории «Меч в зеркале» за «Первый год Республики».
- 1999 — премия фестиваля «Звёздный мост» в категории «Циклы, сериалы и романы с продолжением», 1-е место за книгу «Сельва не любит чужих»[1].
- 2000 — премия фестиваля «Звёздный мост» в категории «Мастер Фэн-до» (3-е место).

## Обвинения в плагиате
По сообщению газеты «Маарив», в 2004 году обвинён в плагиате. Журналист Александр Эттерман заявил следующее: «Господин Вершинин в газете „Вести“ выдавал за свои слова, фразы и абзацы, написанные другими авторами». Тогда же журналистом Арканом Каривом было высказано мнение о политической мотивации действий Александра Эттермана. Детальное опровержение обвинений опубликовано в израильском еженедельнике «Время» (2005, № 27), после чего Александром Эттерманом были принесены извинения.